# DeWald-Gletscher
Der DeWald-Gletscher ist ein 8 km langer Gletscher im ostantarktischen Viktorialand. In den Victory Mountains fließt er von den nordöstlichen Hängen des Bramble Peak in nordöstlicher Richtung und mündet im Zusammenfluss mit dem Lensen-Gletscher in den Pearl-Harbor-Gletscher.
Der United States Geological Survey kartierte ihn anhand eigener Vermessungen und Luftaufnahmen der United States Navy aus den Jahren von 1960 bis 1962. Das Advisory Committee on Antarctic Names benannte ihn 1973 nach Leutnant Bruce Frederick DeWald von der US Navy, Aerograph der Überwinterungsmannschaft auf der McMurdo-Station in den Jahren 1963 und 1966 sowie verantwortlicher Offizier für Wettervorhersagen auf dieser Station in den antarktischen Sommermonaten zwischen 1972 und 1973 sowie zwischen 1973 und 1974.